# Boris Kidrič
Boris Kidrič (Vienna, 10 aprile 1912 – Lubiana, 11 aprile 1953) è stato un partigiano e politico jugoslavo.
Durante la Seconda guerra mondiale, fu capo del Fronte di liberazione sloveno e rivestì un ruolo cruciale nella lotta partigiana in Slovenia contro le Potenze dell'Asse. Al termine del conflitto, rivestì per primo la carica di Primo Ministro della neonata Repubblica Popolare di Slovenia.
Morì di leucemia nel 1953. Il comune di Strnišče fu ribattezzato Kidričevo in suo onore.